# Iljusjin Il-18
Iljushin Il-18, förkortat Il-18 (ryskaː Илью́шин Ил-18, Ил-18), är ett 4-motorigt sovjetiskt propellerflygplan tillverkat av Iljusjin, använt som passagerarflygplan. Planet flög första gången 1957 och tillverkades i 569 exemplar.
Det flygs av bland andra Air Koryo och har flugits av:
- Aero Caribbean
- Aeroflot
- Air Cess
- Air Guinée
- Air Koryo
- Air Ukraine
- Balkan Bulgarian Airlines
- Daallo Airlines
- Interflug
- LOT
- Sudan Airways
- Tarom

## Bilder

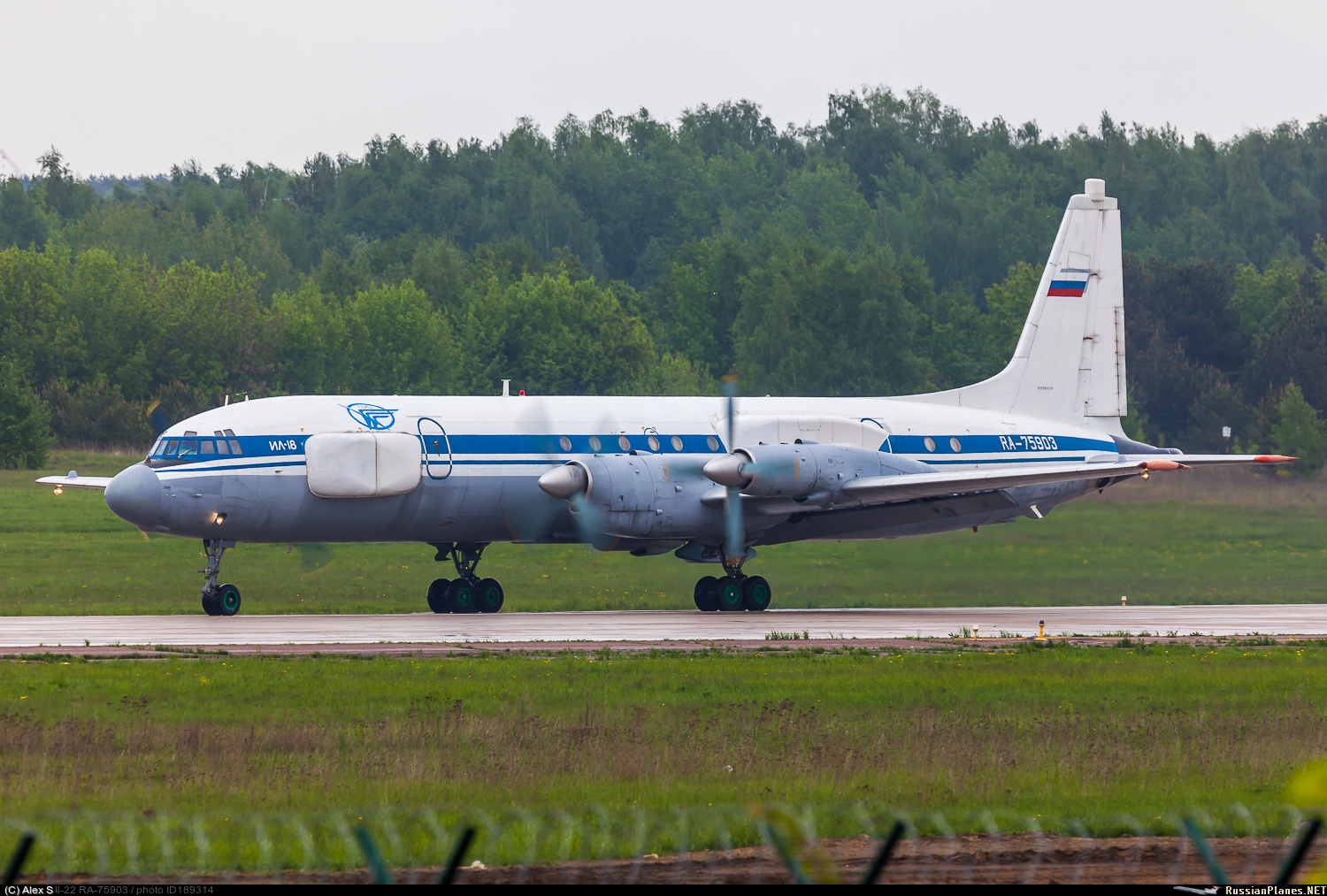
Il-22PP.
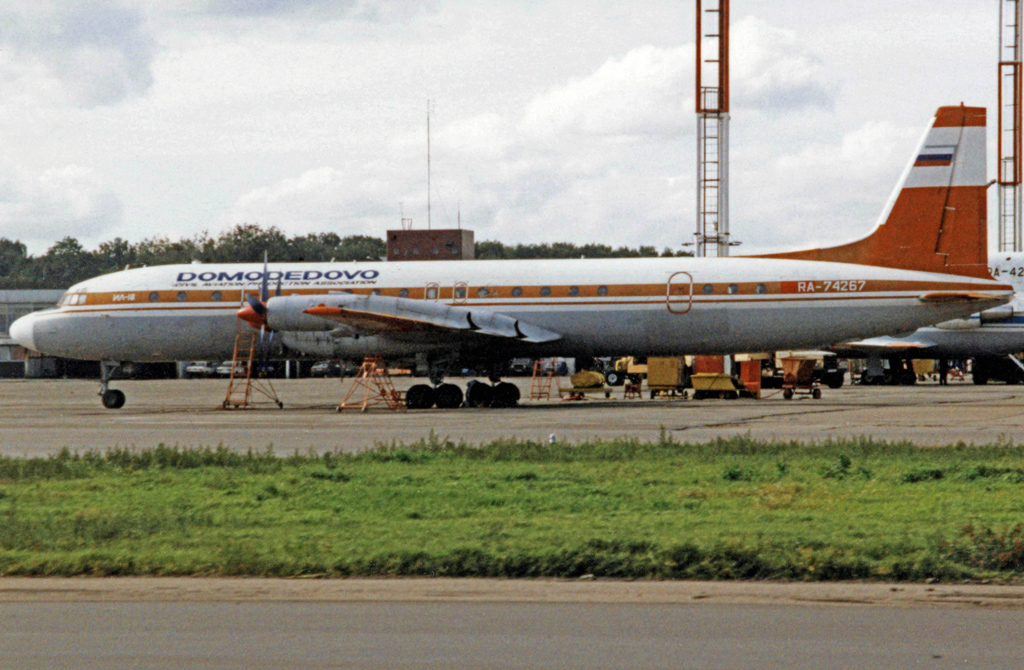
En Il-18D från Domodedovo Airlines.
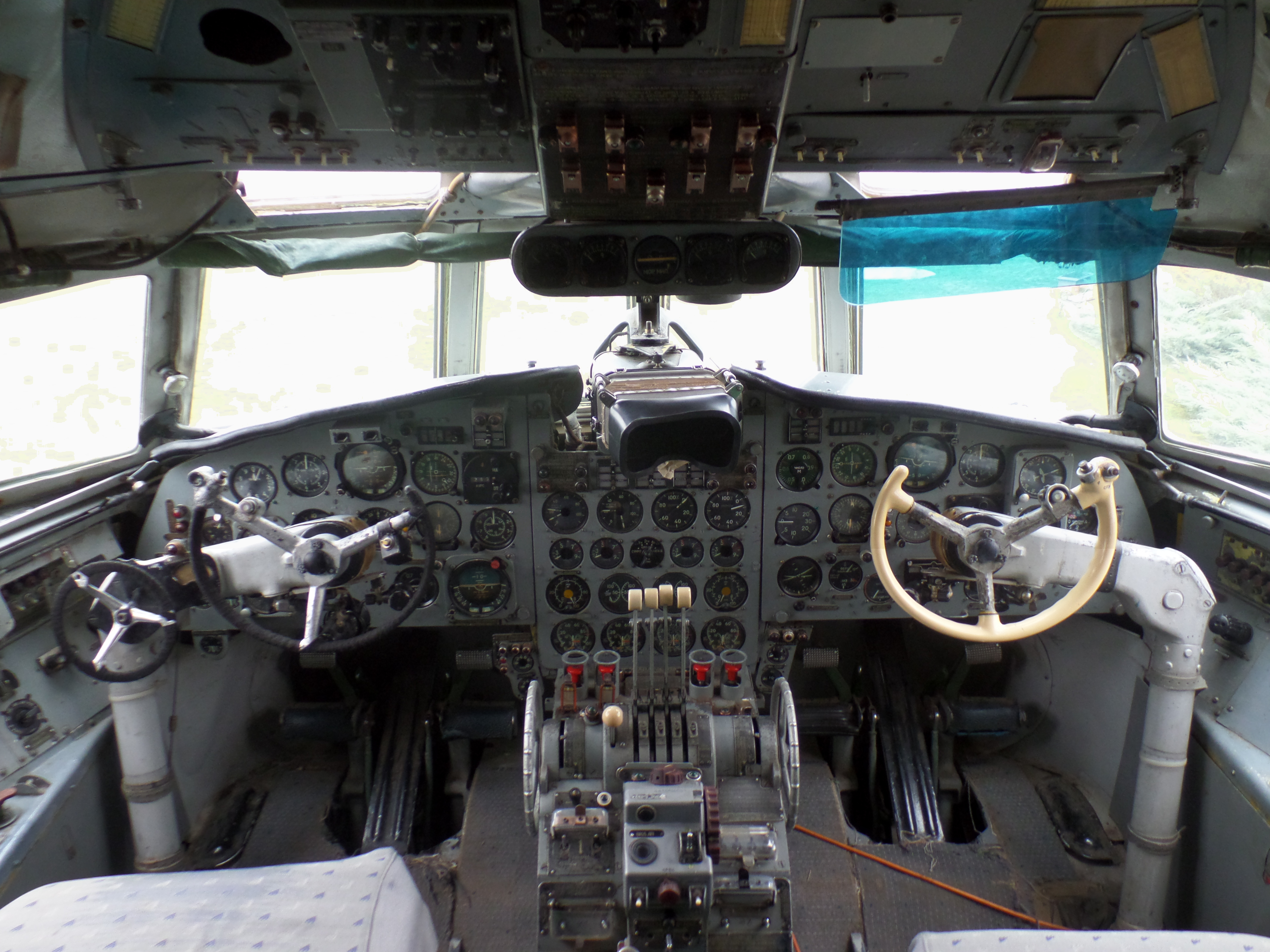
Cockpiten i en Il-18V.
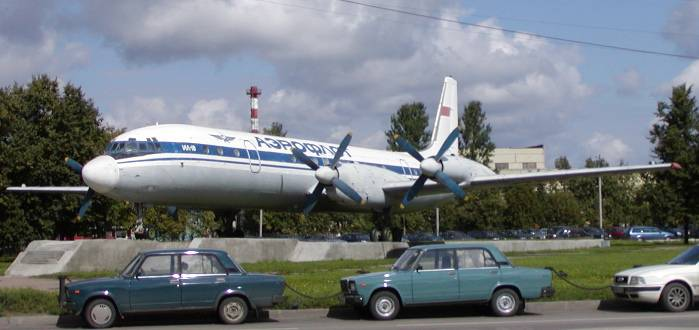
En Il-18 visas upp vid Moskvas Domodedovos internationella flygplats.

## Liknande flygplan
- Bristol Britannia